# جوائز كتاب فلسطين
جوائز كتاب فلسطين (بالإنجليزية: Palestine Book Awards)‏ هي جوائزٌ تمنحها منظمة ميدل إيست مونيتور (MEMO)، وهي منظمةُ مراقبةٍ صحفيةٍ غير ربحيةٍ تأسست في 1 يوليو (تموز) 2009، وتركز على الصراع الفلسطيني الإسرائيلي. تُمنح الجوائز سنويًا تقديرًا لأفضل الكُتب الجديدة باللغة الإنجليزية حول أي موضوعٍ مُتعلقٍ بفلسطين.
تأسست الجائزة في عام 2012 تشجيعًا لإبراز الجهود المبذولة حول المواضيع الفلسطينية باللغة الإنجليزية في الشعر والأدب والأبحاث، كما تهدف إلى محاولة تشجيع المؤلفين والناشرين على إنتاج المزيد من الأعمال عن فلسطين. يُفتح باب الترشيحات في شهر يناير (كانون الثاني) من كل عام، وعادةً ما يتم اختيار ستة أو سبعة كتب تُوضع ضمن قائمةٍ مختصرةٍ لثلاث فئات: أكاديمية ومذكرات وإبداعية. ثم تقوم لجنةٌ من الحكام باختيار الكتب.
وفي شهر نوفمبر (تشرين الثاني) من كل عام، يحصل حدثان لتكريم المؤلفين المختارين، الحدث الأول يتضمن مناقشتهم لكتبهم معًا في أمسيةٍ مفتوحة، أم الثاني فتكون أمسية عشاء بدعوة يتم فيها إعلان الفائزين وتقديم جائزتهم. يجمع العشاء ضيوفًا من العديد من المجالات المهتمة بفلسطين، بما في ذلك الأكاديميين والسفراء والكتاب والناشرين والصحفيين وأعضاء البرلمان وزوار فلسطين الدائمين.

## الحاصلون والحاصلات عليها
| السنة | عنوان الكتاب | المؤلف                             | تاريخ النشر                | دار النشر                              | نبذة عن الكتاب |
| ----- | --- | ---------------------------------- | -------------------------- | -------------------------------------- | --- |
| 2012  | «The Hour of Sunlight» (بالعربية: ساعة ضوء الشمس) | جين مارلو سامي الجندي              | سبتمبر (أيلول) 2010        | ذا نيشن                                | عندما كان مراهقًا في فلسطين، كان لدى سامي الجندي طموح واحد: إسقاط الاحتلال الإسرائيلي. عندما قُتل أحد أصدقائه بقنبلة حاولوا صنعها، حُكم على الجندي بالسجن عشر سنوات. في أحد السجون الإسرائيلية، تم الترحيب بالجندي في مجتمع منظم وديمقراطي من السجناء السياسيين. غادر السجن بفكرة مختلفة تمامًا عن كيفية خوض النضال من أجل حقوق شعبه. (ردمك 9781568584485) |
| 2012  | «Hamas and Civil Society in Gaza: Engaging the Islamist Social Sector» (بالعربية: حماس والمجتمع المدني في غزة: إشراك القطاع الاجتماعي الإسلامي)                                          | سارا روي                           | مايو (أيار) 2011           | دار نشر جامعة برنستون                  | استنادًا إلى العمل الميداني المكثف الذي قامت به سارة روي في قطاع غزة والضفة الغربية، يُظهر هذا الكتاب كيف أن أنشطة الخدمة الاجتماعية التي ترعاها حماس لم تركز على العنف السياسي بل على تنمية المجتمع والترميم المدني. يوضح روي كيف دعت المؤسسات الاجتماعية الإسلامية إلى اتباع نهج معتدل لتغيير قيم النظام والاستقرار، وتحطيم الافتراضات الشائعة حول المجموعة. (ردمك 9780691124483) |
| 2012  | «Palestinians in Israel: Segregation, Discrimination and Democracy» (بالعربية: الفلسطينيون في إسرائيل: الفصل العنصري والتمييز والديمقراطية)                                              | بن وايت                            | ديسمبر (كانون الأول) 2011  | دار نشر بلوتو                          | يعتبر الفلسطينيون في إسرائيل أن قضية رئيسية يتم تجاهلها بشكل عام: ألا وهي الأقلية الفلسطينية المتنامية داخل إسرائيل نفسها. ما يسميه اليمين الإسرائيلي "المشكلة الديموغرافية" يعرّفها بن وايت على أنها "مشكلة الديمقراطية". لا تُعرّف إسرائيل نفسها على أنها دولة مواطنيها، ولكن كدولة يهودية، فإن هذا الامتياز لمجموعة عرقية دينية واحدة سيقوض محاولات إيجاد سلام دائم. (ردمك 9780745332284) |
| 2013  | «Seeking Palestine: New Palestinian Writing on Exile and Home» (بالعربية: البحث عن فلسطين: كتابة فلسطينية جديدة في المنفى والبيت)                                                        | رشيد خالدي                         | أبريل (نيسان) 2013         | إنترلينك للنشر [الإنجليزية]            | يشير رشيد خالدي إلى دور الولايات المتحدة كوسيط يُزعم أنه غير متحيز ونزيه خلال 35 عامًا من عملية السلام الفلسطينية الإسرائيلية الفاشلة. يحلل الخالدي عن كثب ثلاث لحظات حاسمة لكشف كيف تواطأت الولايات المتحدة وإسرائيل لمنع ظهور دولة فلسطينية قابلة للحياة. (ردمك 9781566569064) |
| 2013  | «Brokers of Deceit: How the US had undermined peace in the Middle East» (بالعربية: وسطاء الخداع: كيف قوضت الولايات المتحدة السلام في الشرق الأوسط)                                       | رجا شحادة                          | مايو (أيار) 2013           | دار نشر بيكون [الإنجليزية]             | كيف يعيش الفلسطينيون ويتأملون في وطنهم ونفيهم في هذه الفترة من فلسطين التي لا دولة لها والتي كانت مؤقتة مع تصعيد حاد في عنف الدولة الإسرائيلية؟ في هذا الكتاب الجديد من الكتابات، يتجاوب خمسة عشر كاتبًا فلسطينيًا - كاتب مقالات وشعراء وروائيين ونقاد وفنانين - بتأملاتهم وخبراتهم ومناقشاتهم. (ردمك 9780807044759) |
| 2014  | «The Storyteller of Jerusalem: The Life and Times of Wasif Jawhariyyeh, 1904-1948» (بالعربية: حكواتي القدس: حياة وأزمنة واصف جوهرية، 1904-1948)                                          | سليم تماري وعصام نصار              | أكتوبر (تشرين الأول) 2013  | دار نشر أوليف برانش                    | هذه كنز دفين من الكتابات عن حياة، وثقافة، وموسيقى، وتاريخ القدس. تمتد لأكثر من أربعة عقود، من 1904 إلى 1948، وهي تغطي فترة من التغيير الهائل والمضطرب. والنتيجة هي مجموعة مترامية الأطراف نابضة بالحياة من الحكايات والملاحظات المتنوعة مثل المدينة. (ردمك 9781566569255) |
| 2014  | «Refugees of Revolution: Experiences of Exile» (بالعربية: لاجئو الثورة: تجارب المنفى) | ديانا آلان                         | أكتوبر (تشرين الأول) 2013  | دار نشر جامعة ستانفورد [الإنجليزية]    | يقدم هذا التقصِ المثير للحياة اليومية في مخيم شاتيلا للاجئين في بيروت سردًا لتجربة المخيم والحياة المجتمعية والاقتصادية وكذلك الحياة الداخلية، ويتتبع كيفية تواصل السكان عبر الأجيال والتعامل مع الفقر والتهميش. (ردمك 9780804774925) |
| 2014  | «The Battle for Justice in Palestine» (بالعربية: معركة العدالة في فلسطين) | علي أبو نعمة                       | مايو (أيار) 2014           | كتب هايماركت [الإنجليزية]              | لقد انهارت أخيرًا الجهود المبذولة لتحقيق "حل الدولتين". الكفاح من أجل العدالة في فلسطين عند مفترق طرق. يقدم هذا الكتاب تحليلاً واضحًا للحظة مفترق الطرق هذه، ويتطلع بإلحاح إلى مستقبل أكثر تفاؤلاً. (ردمك 9781608463244) |
| 2015  | «Gaza: A History» (بالعربية: غزة: تاريخ) | جان بيير فيليو [الإنجليزية]        | يونيو (حزيران) 2015        | هيرست للنشر                            | هذا هو أول تاريخ شامل لغزة بأي لغة، وهي منطقة كانت منذ آلاف السنين متنازع عليها بشدة - من الفراعنة والفرس إلى الصليبيين والعثمانيين - بينما عانت في نفس الوقت من الإهمال المطول. في عام 1948، لجأ 200 ألف فلسطيني إلى غزة، وهي منطقة هامشية لا تريدها إسرائيل ولا مصر. نمت القومية الفلسطينية هناك، ووجدت غزة نفسها منذ ذلك الحين في قلب التاريخ الفلسطيني. في غزة نشأت حركة الفدائيين من أنقاض القومية العربية. في غزة، تم تحدي الاحتلال الإسرائيلي عام 1967 وبشكل متكرر، حتى اندلاع انتفاضة عام 1987. وفي غزة، في عام 2007، بدا أن حلم الدولة الفلسطينية قد تحطم بسبب الانقسام بين فتح وحماس. إن صمود غزة والفلسطينيين يجعل نشر هذا التاريخ في الوقت المناسب وشيء هام. (ردمك 9781849045490) |
| 2015  | «The Palestinians: Photographs of a Land and its People from 1839 to the Present Day» (بالعربية: الفلسطينيون، صورة أرض وشعب من العام 1839 الى يومنا هذا)                                 | إلياس صنبر                         | مارس (آذار) 2015           | حزان للنشر                             | لطالما كانت فلسطين مصدر جذب للمصورين، وهي واحدة من أكثر الأماكن التي يتم تصويرها في العالم. يتناول هذا الكتاب الجذاب صورًا لفلسطين تم التقاطها على مدار ما يقرب من 200 عام، ويظهر المراحل المختلفة لتاريخها التصويري. (ردمك 9780300212181) |
| 2015  | «Jerusalem Interrupted: Modernity and Colonial Transformation» (بالعربية: تقطّع القدس: الحداثة والتحول الاستعماري)                                                                        | لينا جيوسي                         | أبريل (نيسان) 2015         | إنترلينك للنشر [الإنجليزية]            | تجمع هذه المجموعة الرائدة من المقالات بين العلماء والكتاب المتميزين وتتبع تاريخ القدس من فترة الانتداب المتنوعة ثقافيًا من خلال تحولها إلى مدينة ذات غالبية يهودية. غالبًا ما تفصل المقالات أبعادًا غير مستكشفة للنسيج الاجتماعي والسياسي لمدينة أصبحت مشدودة وهشة بشكل متزايد، حتى مع استمرار تطور مناطق التفاعل المتبادل والمؤسسات والأحياء المشتركة بين العرب واليهود. (ردمك 9781566567879) |
| 2016  | «Being Palestinian: Personal Reflections on Palestinian Identity in the Diaspor» (بالعربية: أن تكون فلسطينياً: تأملات شخصية حول الهوية الفلسطينية في الشتات)                              | ياسر سليمان                        | يناير (كانون الثاني) 2016  | دار نشر جامعة إدنبرة [الإنجليزية]      | في هذا الكتاب الرائد، يتأمل 102 فلسطينيًا في أمريكا الشمالية والمملكة المتحدة بكلماتهم الخاصة في معنى أن تكون فلسطينيًا في الشتات. يكشف الرجال والنساء، الصغار والكبار، المسيحيون والمسلمون، بمن فيهم الأكاديميون والشعراء والكتاب ورجال الدين والمغنون المشهورون، عن روابطهم المتشابكة بـ "بمسقط الرأس" و "الوطن"، ويستكشفون كيف يمكن أن تضيع فلسطين في الشتات وأن توجد، ثكلى ومحتفل بها، وعاشت ومشتاق إليها. (ردمك 9781474405393) |
| 2016  | «I Remember My Name» (بالعربية: أنا أتذكر اسمي) | جيهان بسيسو رمزي بارود سماح سبعاوي | أبريل (نيسان) 2016         | نوفم للنشر                             | أنا أتذكر اسمي، عبارة عن مجموعة قصائد مؤثرة لثلاثة شعراء فلسطينيين رؤيتهم الشعرية فلسطينية وعالمية في آن واحد. إنها تكريم للأدب العربي والسعي لتحقيق العدالة المشتركة والإنسانية. وهي مخصصة لمن قاوم ومن عانى ومن يعيش الصمود الفلسطيني. يتمتع الشعراء الثلاثة بسمات أدبية عالية في الغرب والشرق الأوسط: سماح مؤلفة وكاتبة مسرحية وشاعرة ومعلقىة سياسية، ورمزي مؤلف وشاعر ومحرر ومعلق سياسي وجيهان شاعرة ومعلقة سياسية. الثلاثة هم نشطاء فلسطينيون محترمون ومشهورون للغاية. يقدم الفنان ديفيد بورنجتون من لندن مرافقة بصرية قوية لتسع قصائد وغلاف. (ردمك 9783990483909) |
| 2016  | «Palestinians in Syria: Nakba Memories of Shattered Communities» (بالعربية: الفلسطينيون في سورية: ذكريات نكبة مجتمعات ممزقة)                                                             | أناهيد الحردان                     | أبريل (نيسان) 2016         | دار نشر جامعة كولومبيا                 | من خلال إجراء مقابلات مع أفراد الجيل الأول والثاني والثالث من الجالية الفلسطينية في سوريا، تتابع أناهيد الحردان تطور النكبة - الدال الرئيسي لماضي وحاضر اللاجئين الفلسطينيين - في الخطابات الفكرية العربية، وسياسة فلسطينيون سوريا وتخليد ذكرى المجتمع. يلقي بحث الحردان المتطور الضوء على الصلة الدائمة للنكبة بين المجتمعات التي ساعدت في إنشائها، مع تحدي الفكرة القومية والوطنية بأن ذكريات النكبة ثابتة ومشتركة عالميًا بين الفلسطينيين. تتعقب دراستها أيضًا بشكل نقدي معنى النكبة المتغير في ضوء الحرب الأهلية في سوريا في القرن الحادي والعشرين. (ردمك 9780231176361) |
| 2016  | «Imperial Perceptions: British influence and power in late Ottoman times» (بالعربية: التصورات الإمبريالية: النفوذ والسلطة البريطانيين في أواخر العهد العثماني)                           | لورينزو كمال                       | يوليو (تموز) 2015          | أي بي توريس                            | تأسس صندوق استكشاف فلسطين في عام 1865 وهو أقدم منظمة تم إنشاؤها خصيصًا لدراسة بلاد الشام، والتي كان الجزء الجنوبي منها يُعرف تقليديًا باسم "فلسطين". لقد ساعدت على تحفيز موجات السياحة الإنجيلية إلى المنطقة في أواخر القرن التاسع عشر وأوائل القرن العشرين، مما أدى إلى ظهور مجموعة كبيرة من الأدبيات التي تصف المنطقة والثقافة والشعب، مما قدمها على أنها فلسطين خيالية مبنية على الكتاب المقدس، والتي فيها العرب. السكان والأقلية اليهودية غالبًا ما يتم تصويرهم على أنهم ملحق بسيط لسيناريوهات الكتاب المقدس المعروفة. هذا "الاستشراق التوراتي" هو أحد الطرق الرئيسية التي يمكن من خلالها رؤية ديناميكيات وعواقب عملية تبسيط فلسطين وسكانها تحت التأثير البريطاني. يقدم لورنزو كمال هنا أول كتاب يركز على فلسطين الحديثة والمعاصرة لتقديم منظور من أعلى إلى أسفل ومن أسفل إلى أعلى حول عملية تبسيط المنطقة وسكانها تحت التأثير البريطاني. يقدم نظرة شاملة تغطي مجموعة متنوعة من الحدود الثقافية والاجتماعية والمكانية، بما في ذلك الهويات المحلية، وحيازة الأراضي، وحشو الأسماء، والرسوم الدينية، والمؤسسات والحدود. من خلال مراقبة العملية التي تم من خلالها تبسيط منطقة ذات أعراق وثقافات ومجتمعات مختلفة تاريخياً، يستكشف المؤلف كيف تأثرت التصورات عن فلسطين اليوم. (ردمك 9781784531294) |
| 2017  | «Gaza under Hamas: From Islamic Democracy to Islamist Governance» (بالعربية: غزة تحت حكم حماس: من الديمقراطية الإسلامية إلى الحكم الإسلامي)                                              | بجورن برينر                        | فبراير (شباط) 2017         | أي بي توريس                            | صُنفت حماس كمنظمة إرهابية من قبل إسرائيل والاتحاد الأوروبي والولايات المتحدة الأمريكية والأمم المتحدة. لقد شهرت نفسها بتطرفها العنيف ورفضها الذي لا هوادة فيه للدولة اليهودية. لذلك بعد فوزها في انتخابات 2006 كان العالم يراقبها. كيف ستحكم حماس؟ هل يمكن لجماعة إسلامية ليس لديها أي خبرة في السلطة - وبأيديولوجية ثابتة - أن تتمكن من التعامل مع الحقائق اليومية على الأرض؟ يحقق بيورن برينر في ما حدث بعد الانتخابات ويسلط الضوء على الأشخاص الذين تحكمهم حماس وليس على أفكارها. (ردمك 9781784537777) |
| 2017  | «The Biggest Prison on Earth: A History of the Occupied Territories» (بالعربية: أكبر سجن على الأرض.. تاريخ الأرض المحتلة)                                                                | إيلان بابي                         | أغسطس (آب) 2016            | دار ون وورلد للنشر [الإنجليزية]        | بالاعتماد على الروايات الشخصية من كلا طرفي النزاع، وسجلات المنظمات غير الحكومية وروايات شهود العيان، يكشف تحقيق بابي عن "أكبر سجن على وجه الأرض" الآثار الوحشية للاحتلال، من الانتهاك المنهجي لحقوق الإنسان والحقوق المدنية، مثل حواجز الطرق العسكرية والجماعية، الاعتقالات وهدم الممتلكات وتفتيش المنازل ونقل السكان قسرًا وضم الأراضي وانتشار المستوطنات غير القانونية والجدار الفاصل سيئ السمعة الذي يحول الضفة الغربية بسرعة إلى سجن مفتوح. (ردمك 9781851685875) |
| 2017  | «On the Arab-Jew, Palestine, and other displacements» (بالعربية: عن اليهودي العربي وفلسطين وبقية الاقتلاعات)                                                                             | إيلا حبيبة شوحط                    | أبريل (نيسان) 2017         | دار بلوتو للنشر                        | على مدار عدة عقود، قدم عمل إيلا شوحط الأطر المفاهيمية التي تحدت بشكل أساسي المفاهيم التقليدية لفلسطين والصهيونية والشرق الأوسط، مع التركيز على الشخصية المحورية للعرب اليهودي. يجمع هذا الكتاب مقالاتها السياسية والمقابلات والخطب والشهادات والمذكرات الأكثر تأثيرًا بالإضافة إلى المواد غير المنشورة سابقًا. (ردمك 9780745399508) |
| 2017  | «Drawing the Kafr Qasem Massacre» (بالعربية: رسم مذبحة كفر قاسم) | سامية حلبي                         | يناير (كانون الثاني) 2017  | شيلت للنشر                             | مذبحة كفر قاسم عام 1956 نفذها حرس الحدود الإسرائيلي تحت غطاء العدوان الثلاثي على مصر من قبل إنجلترا وفرنسا وإسرائيل. وقعت مجزرتان أخريان خلال الأيام التالية في مدينتي رفح وخانيونس حيث قتل أكثر من 400 مدني فلسطيني على أيدي القوات الإسرائيلية وهم في طريقهم إلى مصر. في كفر قاسم، أُنشئت حيلة كذريعة لقتل الأبرياء حيث أعلن حظر التجول قبل أقل من نصف ساعة من تنفيذه. قُتل العمال العائدون إلى منازلهم، وهم متعبين وجائعين، غير مدركين لحظر التجول، بدم بارد برصاص أفراد من حرس الحدود الإسرائيلية. بناء على مقابلات مع ناجين، أنشأت سامية حلبي مجموعة من الرسومات الوثائقية حول هذا الموضوع. تقفز مشاعر الغضب والخوف من كل صفحة من صفحات هذا الكتاب، مما يمكن القارئ من أن يشهد على المعاناة الرهيبة التي يعاني منها سكان هذه القرية الفلسطينية الصغيرة. (ردمك 9789053308745) |
| 2017  | «The Commander: Fawzi Al-Qawuqji and the fight for Arab Independence 1914-1948» (بالعربية: القائد: فوزي القاوقجي والكفاح من أجل الاستقلال العربي 1914 ـ 1948)                            | ليلى بارسونز                       | فبراير (شباط) 2017         | دار الساقي                             | كان فوزي القاوقجي، الذي يحظى بالاحترام من قبل البعض باعتباره غاريبالدي العربي، فيما يعتبره البعض الآخر مؤثرًا وانتهازيًا، يدير أسوار التاريخ العربي لمدة أربعة عقود. كضابط شاب في الجيش العثماني، حارب البريطانيين في الحرب العالمية الأولى وفاز بالصليب الحديدي. في العشرينات من القرن الماضي، أتقن فن التمرد وساعد في قيادة انتفاضة ضخمة ضد السلطات الفرنسية في سوريا. بعد عقد من الزمان، عاد إلى الظهور في فلسطين، حيث ساعد في توجيه الثورة العربية عام 1936. (ردمك 9780863561665) |
| 2018  | «Balfour in the Dock: J.M.N. Jeffries & the Case for the Prosecution» (بالعربية: بلفور في قفص الاتهام)                                                                                   | كولن أندرسون                       | أكتوبر (تشرين الأول) 2017  | (بالإنجليزية: Skyscraper Publications)‏ | نُشر فيلم بلفور في قفص الاتهام في العام الذي يحتفل فيه العديد من أنصار إسرائيل بالذكرى المئوية لوعد بلفور، وهو خطاب الحكومة البريطانية الذي أدى إلى تحويل الأمة العربية في فلسطين إلى دولة يهودية. (ردمك 9781911072225) |
| 2018  | «Brothers Apart: Palestinian citizens of Israel and the Arab world» (بالعربية: إخوة متباعدون: الفلسطينيون المواطنون في إسرائيل والعالم العربي)                                           | مها نصار                           | سبتمبر (أيلول) 2017        | جامعة ستانفورد                         | عندما أُقيمت دولة إسرائيل عام 1948، لم يصبح جميع الفلسطينيين لاجئين: فقد بقي بعضهم وحصلوا على الجنسية تقريبًا. ومع ذلك، فإن أولئك الذين بقوا تم إنزالهم إلى مرتبة الدرجة الثانية في هذا البلد الجديد، الذي يسيطر عليه نظام عسكري يقيد حركتهم وتعبيرهم السياسي. على مدى عقدين من الزمن، تم عزل الفلسطينيين المواطنين في إسرائيل عن الأصدقاء والأقارب على الجانب الآخر من الخط الأخضر، وكذلك عن العالم العربي الأوسع. ومع ذلك، لم يكونوا سلبيين في مواجهة هذه العزلة العميقة. (ردمك 9781503603165) |
| 2018  | «In the Land of My Birth: A Palestinian Boyhood» (بالعربية: أرض ميلادي - صبيانية فلسطينية)                                                                                               | رجائي بُصيلة                        | نوفمبر (تشرين الثاني) 2017 | مؤسسة الدراسات الفلسطينية              | يروي كتاب "أرض ميلادي'' سن الرشد لطفل فلسطيني أعمى من بيئة متواضعة خلال السنوات المضطربة التي سبقت سقوط فلسطين عام 1948. قبل كل شيء، يتعلق الأمر بحياة الصبي وكفاحه ليشق طريقه في عالم المبصر، وتربيته وتعليمه وصداقاته ومغامراته. إنها قصة إنسانية مقنعة تحتوي على قدر كبير من المعلومات حول الثقافة والعادات الشعبية، والنظام التعليمي، والحياة الفلسطينية. (ردمك 9780887280009) |
| 2018  | «The Great War and the Remaking of Palestine» (بالعربية: الحرب الكبرى وإعادة تشكيل فلسطين)                                                                                               | سليم تماري                         | أغسطس (آب) 2017            | دار نشر جامعة كاليفورنيا               | يكشف هذا التاريخ الثري لفلسطين في العقد الأخير من الإمبراطورية العثمانية عن ظهور الأمة ككيان ثقافي يشارك في تبادل فكري وسياسي واجتماعي نشط للأفكار والمبادرات. باستخدام الإثنوغرافيا الدقيقة، والسير الذاتية النادرة، والخرائط والصور غير المنشورة، فإن الحرب الكبرى وإعادة تشكيل فلسطين تميز المجال العام الفلسطيني الحديث والعلماني بوعي ذاتي. (ردمك 9780520291263) |
| 2019  | «Where the Bird Disappeared» (بالعربية: حيث اختفى الطائر) | غسان زقطان                         | مايو (أيار) 2018           | (بالإنجليزية: Seagull Books)‏           | هذه الرواية الغنائية، التي تدور أحداثها في محيط قرية زكريا الفلسطينية، تنسج رواية غنية بالتفاصيل الحسية، لكنها تقلقها ثغرات الذاكرة. يروي قصة العلاقة بين شخصيتين لهما صدى أسطوري عميق في المنطقة، يحيى وزكريا، وهما شخصيتان تعيشان في الوقت الحاضر ولكنهما تحملان أسماء - وصفات عديدة - لقديسين. بدءًا من اليوم وحتى فلسطين ما قبل 1948، يقدم الكتاب صورة مقنعة لقرية معاصرة وجغرافيا مقدسة تقع وراء وتحت الوضع الحالي للعالم. حسية، غنية بالتلميحات، لكنها في الوقت نفسه تركز على صراعات اليوم، حيث اختفى الطائر هي رواية قوية لكل من الاتصال والسلب. (ردمك 9780857425423) |
| 2019  | «The Parisian» (بالعربية: الباريسي) | إيزابيلا حماد                      | أبريل (نيسان) 2019         | جوناثان كيب للنشر                      | بينما تحطم الحرب العالمية الأولى العائلات، وتدمر الصداقات وتقتل العشاق، ينطلق شاب فلسطيني حالم ليجد نفسه. يشق مدحت كمال طريقه عبر عالم ممزق، من السياسات المتغيرة في الشرق الأوسط إلى موائد العشاء في مونبلييه وباريس الصاخبة حديثًا. يكتشف أن كل شيء هش: الحب يتحول إلى خسارة، الأصدقاء يصبحون أعداء والجميع يبحث عن مكان ينتمي إليه. (ردمك 9781911214427) |
| 2019  | «Nabil Anani: Palestine, Land and People» (بالعربية: نبيل عناني: فلسطين، الأرض والناس)                                                                                                   | نبيل العناني                       | أغسطس (آب) 2018            | دار الساقي                             | نبيل العناني هو أحد أبرز الفنانين الفلسطينيين العاملين اليوم. كونه رسامًا وخزفًا ونحاتًا، فقد بنى كتالوجًا رائعًا للفنون المتميزة والمبتكرة والفريدة من نوعها على مدار العقود الخمسة الماضية، وكان رائدًا في استخدام الوسائط المحلية مثل الجلود والحناء والأصباغ الطبيعية والمعجون الورقي والخشب والخرز والنحاس. (ردمك 9780863561481) |
| 2019  | «Stone Men: The Palestinians who built Israel» (بالعربية: رجال الحجر: الفلسطينيون الذين بنوا إسرائيل)                                                                                    | أندرو روس                          | مارس (آذار) 2019           | دار بيرسو للنشر [الإنجليزية]           | هكذا وصف بنّاء فلسطيني يقف في طابور عند حاجز خارج إحدى ضواحي القدس حياته لأندرو روس. "رجال الحجر" الفلسطينيون، باستخدام بعض من أفضل رواسب الحجر الجيري في العالم والاستفادة من أجيال من المعرفة الحرفية، قاموا ببناء كل دولة في الشرق الأوسط تقريبًا باستثناء دولة خاصة بهم. اليوم، تُعتبر أعمال المحاجر والقطع والتصنيع والتجهيز هي أكبر موقع عمل خاص ومولِّد للدخل في الأراضي المحتلة، وتُزود صناعة البناء إلى إسرائيل، وإلى جانب دول أخرى في المنطقة وخارجها. (ردمك 9781788730266) |
| 2019  | «Justice for Some: Law and the Question of Palestine» (بالعربية: عدالة للبعض: القانون والقضية الفلسطينية)                                                                                | نورا عريقات                        | أبريل (نيسان) 2019         | دار نشر جامعة ستانفورد [الإنجليزية]    | غالبًا ما يتم تأطير العدالة في قضية فلسطين على أنها مسألة قانونية. ومع ذلك، لم يتم حل أي من أكثر التحديات المربكة للصراع الإسرائيلي الفلسطيني عن طريق التدخل القضائي. فشل قانون الاحتلال في وقف المشروع الاستيطاني الإسرائيلي. سمحت قوانين الحرب بالقتل والتدمير خلال الهجمات العسكرية الإسرائيلية في قطاع غزة. أصبح حل الدولتين في اتفاقية أوسلو حبرًا على ورق. (ردمك 9780804798259) |
| 2020  | «Against the Loveless World» (بالعربية: ضد عالم بلا حب) | سوزان أبو الهوى                    | يوليو (تموز) 2020          | منشورات بلومزبري                       | (ردمك 9781526618795) |
| 2020  | «The Hundred Years' War on Palestine: A History of Settler Colonialism and Resistance, 1917–2017» (بالعربية: حرب المائة عام على فلسطين: تاريخ الاستعمار الاستيطاني والمقاومة، 1917-2017) | رشيد خالدي                         | يناير (كانون الثاني) 2020  | دار متروبوليتان بوكس                   | (ردمك 9781627798556) |
| 2020  | «There Where You Are Not» (بالعربية: حيث أنت لست هناك) | كمال بلاطة فينبار بي فلود          | أكتوبر (تشرين الأول) 2019  | دار هيرمر للنشر [الإنجليزية]           | يجمع "حيث أنت لست هناك" كتابات الفنان والمنظر الفلسطيني الشهير كمال بلاطة. أنتجت المقالات على مدار أربعة عقود من المنفى في أوروبا وشمال إفريقيا والولايات المتحدة، وتستكشف المقالات التقاطعات بين الجماليات والتاريخ والسياسة التي تعتبر أساسية في تأريخ الفن العربي الحديث. (ردمك 9783777432434) |
| 2020  | «Life in a Country Album» (بالعربية: الحياة في ألبوم ريفي) | نتالي حنظل                         | أكتوبر (تشرين الأول) 2019  | دار نشر جامعة بتسبرج [الإنجليزية]      | (ردمك 9780822965947) |